# Rawdah Mohamed
Rawdah Mohamed, née en 1991 en Somalie, est une mannequin, activiste des droits civique et influenceuse somalo-norvégienne. Elle est la rédactrice en chef du magazine de mode Vogue Scandinavia depuis mai 2021. De religion musulmane, elle porte le hidjab et milite pour ce droit, ainsi qu'à l'inclusion des femmes musulmanes dans la mode.

## Biographie
Rawdah Mohamed naît en 1991 en Somalie. Porteuse du foulard islamique depuis l'âge de sept ans, elle quitte son pays avec ses parents pour la Norvège à ses huit ans. Elle est victime de racisme et d'islamophobie en raison de son voile et de ses origines. Adulte, Rawdah Mohamed commence à travailler dans un établissement pour personnes autistes, gérant un blog de mode à côté. Celui-ci gagne en popularité, et elle perce sur Instagram comme mannequin, conseillère beauté et influenceuse.
Rawdah Mohamed affirme avoir essuyé plusieurs refus par l'industrie de la mode, les publicitaires craignaient une réaction violente de la part des politiciens et des médias s'ils montraient une femme en hidjab. En mai 2021, Rawdah Mohamed la première femme voilée et de couleur à être est nommée rédactrice en chef d'un magazine de mode, en l’occurrence Vogue Scandinavia.

## Prises de position

### Amendement contre le port du voile aux mineures en France
Le 4 avril 2021, Rawdah Mohamed lance le mot-dièse #HandsOffMyHijab en réaction à la loi « contre le séparatisme », dont un amendement visait à interdire le port du voile aux mineures. 

### Décès d’Élisabeth II
À l'annonce de la mort de la reine Élisabeth II, Rawdah Mohamed fait plusieurs stories sur son compte Instagram où elle se réjouit du décès de la souveraine. Cela provoque une vague d'indignation parmi ses abonnés, ce à quoi elle répond qu'elle est indifférente aux critiques négatives et pointe l'Histoire raciste du Royaume-Uni.

### Inclusion des femmes musulmanes dans la mode
Rawdah Mohamed déclare qu'il n'existe pas de mode assez « pudique » pour les femmes musulmanes dans les collections de haute couture et qu'elles sont encore rare dans les campagnes de grandes enseignes. Elle déclare avoir refusé des contrats parce qu'on lui demandait de montrer quelques cheveux ou son cou. Mohamed reproche aux maisons de couture occidentales de fonctionner en vase clos : celles-ci, dit la mannequin, sous-estiment l'important des maisons arabes, elles ne voient les femmes arabes que comme des consommatrices et non comme des créatrices. Mohamed appelle à faire des efforts pour respecter la pudeur de chaque femme. Par rapport aux critiques qu'elles reçoit venant l'oumma concernant son travail, elle indique qu'il ne faut ne pas pointer du doigt les femmes voilées désirant être belles et à la mode, car chaque musulmane devrait avoir le droit de choisir sa vie.